# Cesare Mariani (calciatore)
Cesare Mariani (Certaldo, 10 febbraio 1899 – Roma, 12 aprile 1977) è stato un giornalista, dirigente sportivo e calciatore italiano, di ruolo centrocampista.

## Carriera
Inizia a giocare nelle file della Pro Roma. Successivamente debutta in massima serie con la Lazio nella stagione 1923-1924; con i romani gioca due stagioni disputando 8 partite. Soprannominato "Big-Ben", è forte di testa grazie alla sua notevole altezza. Protagonista dei derby con l'Alba e la Fortitudo, gioca la finale per il titolo italiano contro il Genoa.
Terminata la carriera da calciatore, diventa giornalista senza mai trascurare le vicende della società biancoceleste di cui rimane socio e dirigente, curando anche il giornale ufficiale della Lazio dal titolo omonimo. Nel 1951 è incaricato di modificare alcuni articoli dello Statuto societario e il 4 novembre 1956 è eletto presidente dell'Assemblea generale straordinaria. Nel 1956 è eletto prima C.T. e poi Presidente della Lega Giovanile Nazionale. Fino agli ultimi anni di vita, ha scritto articoli appassionati per i colori biancocelesti. A lungo ha lavorato con il quotidiano sportivo Stadio. È stato segretario del Gruppo Romano Giornalisti Sportivi. Suo figlio Carlo è stato una firma, con lo pseudonimo di Quirinetto, già adottato dal padre quando collaborava con il Guerin Sportivo, proprio del Guerin Sportivo e di Stadio.